# Stichopathes eustropha
Stichopathes eustropha is een Antipathariasoort uit de familie van de Antipathidae. De wetenschappelijke naam van de soort is voor het eerst geldig gepubliceerd in 1931 door Pax.